# NGC 5512
NGC 5512 (другие обозначения — ZWG 163.6, NPM1G +31.0310, PGC 50749) — эллиптическая галактика (E) в созвездии Волопас.
Этот объект входит в число перечисленных в оригинальной редакции «Нового общего каталога».